# Inzersdorfer Friedhof

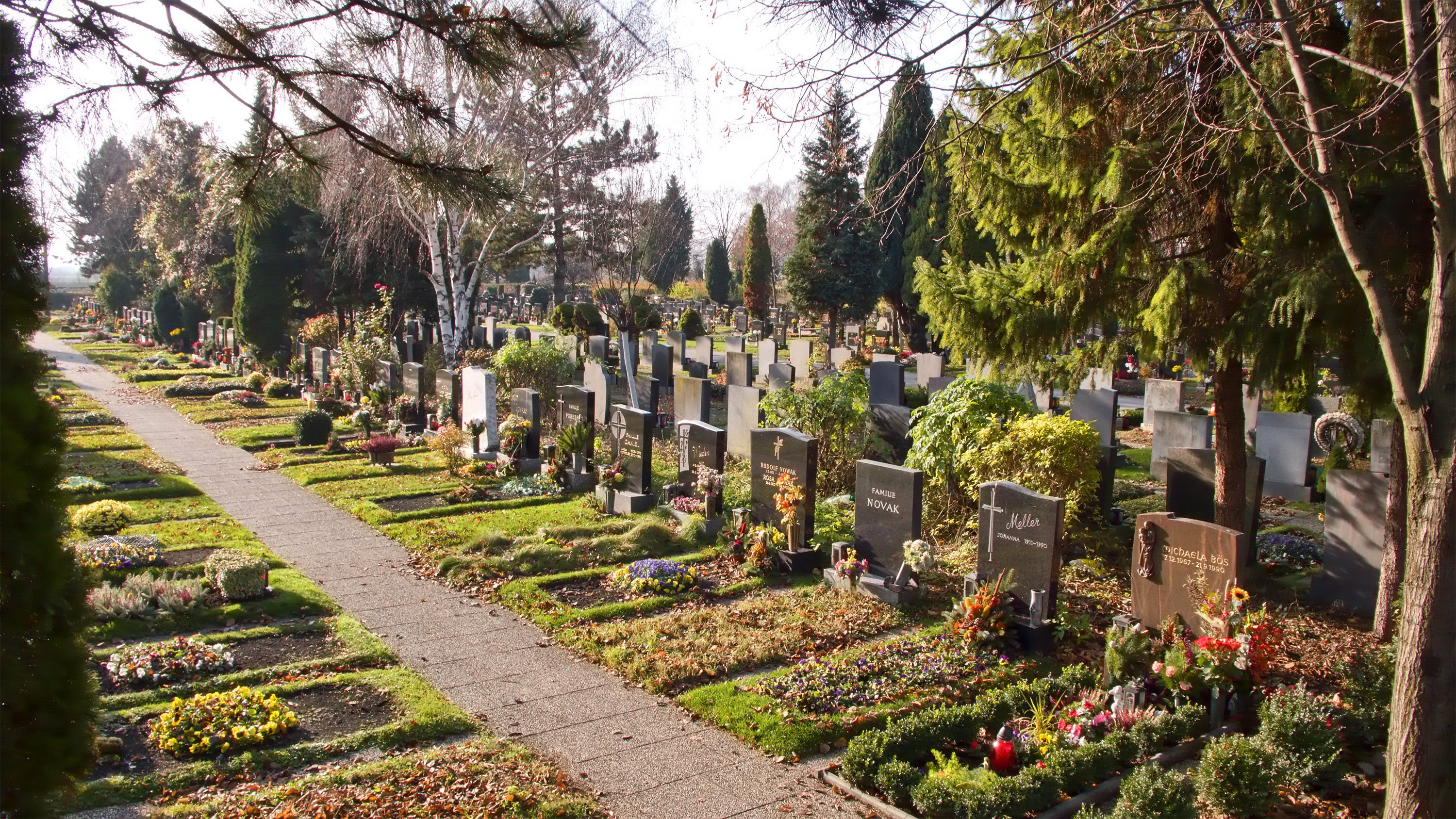
Inzersdorfer Friedhof

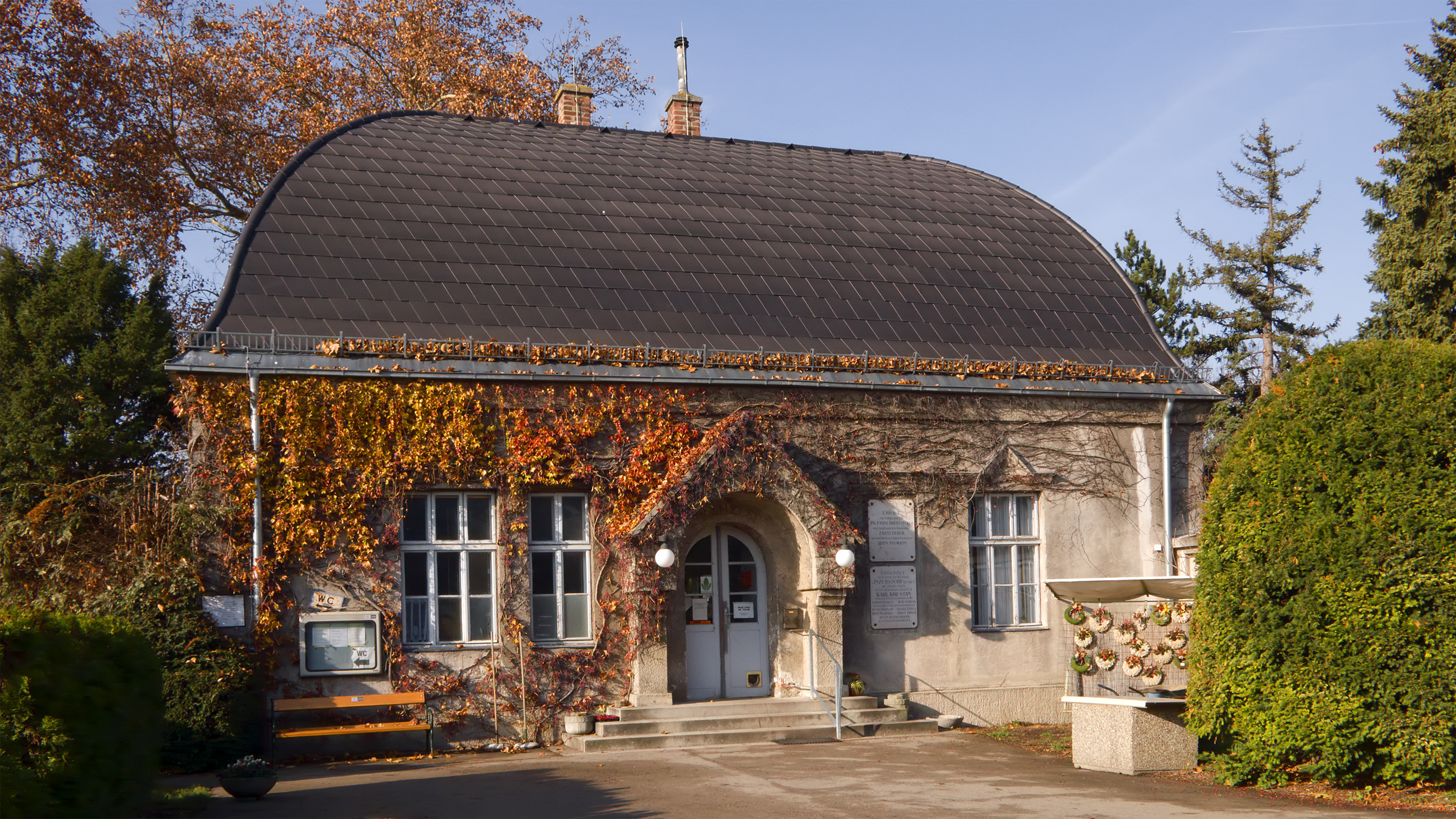
Verwaltungsgebäude

Der Inzersdorfer Friedhof liegt im 23. Wiener Gemeindebezirk Liesing.

## Lage und Größe

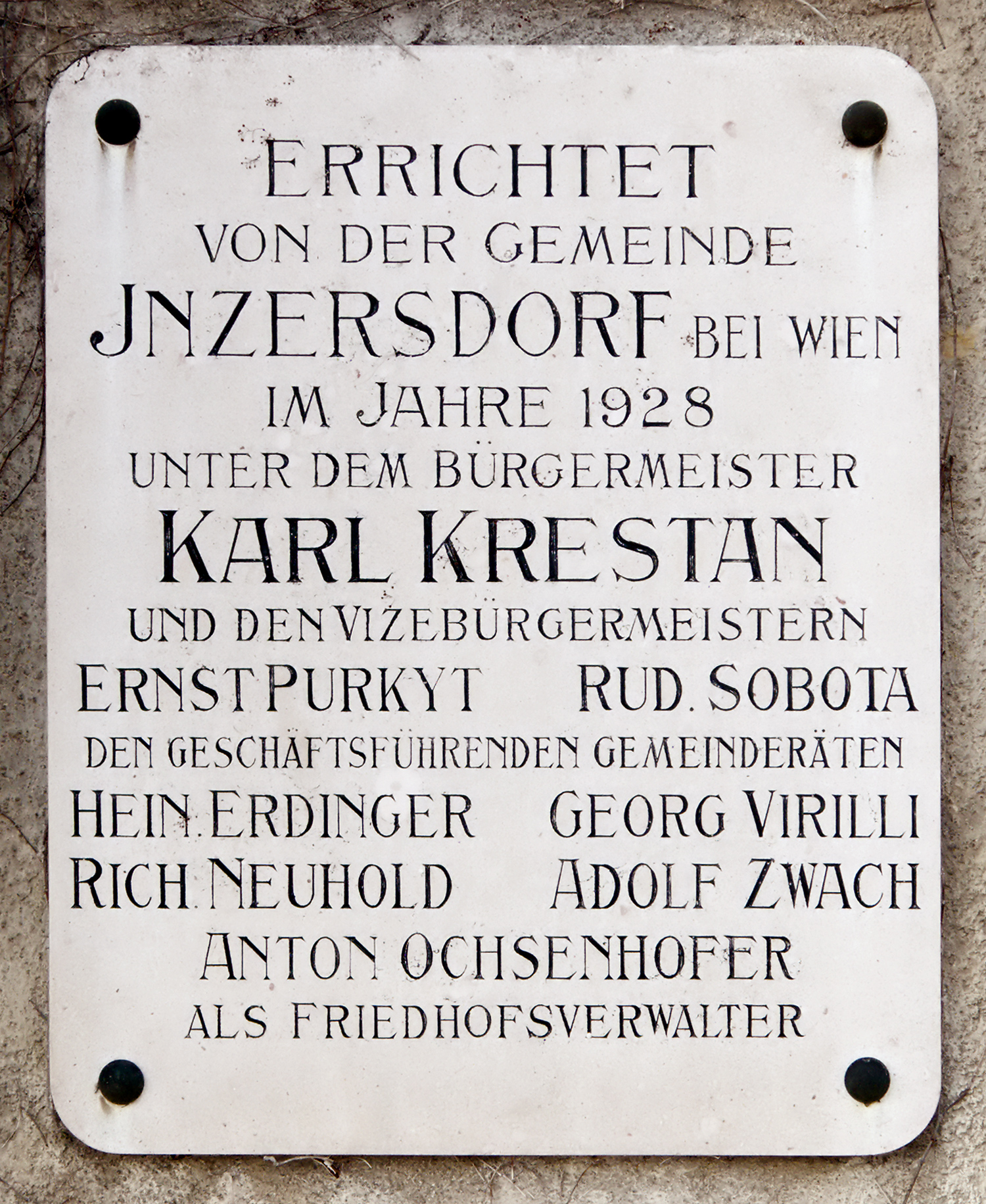
Gedenktafel an der Aufbahrungshalle

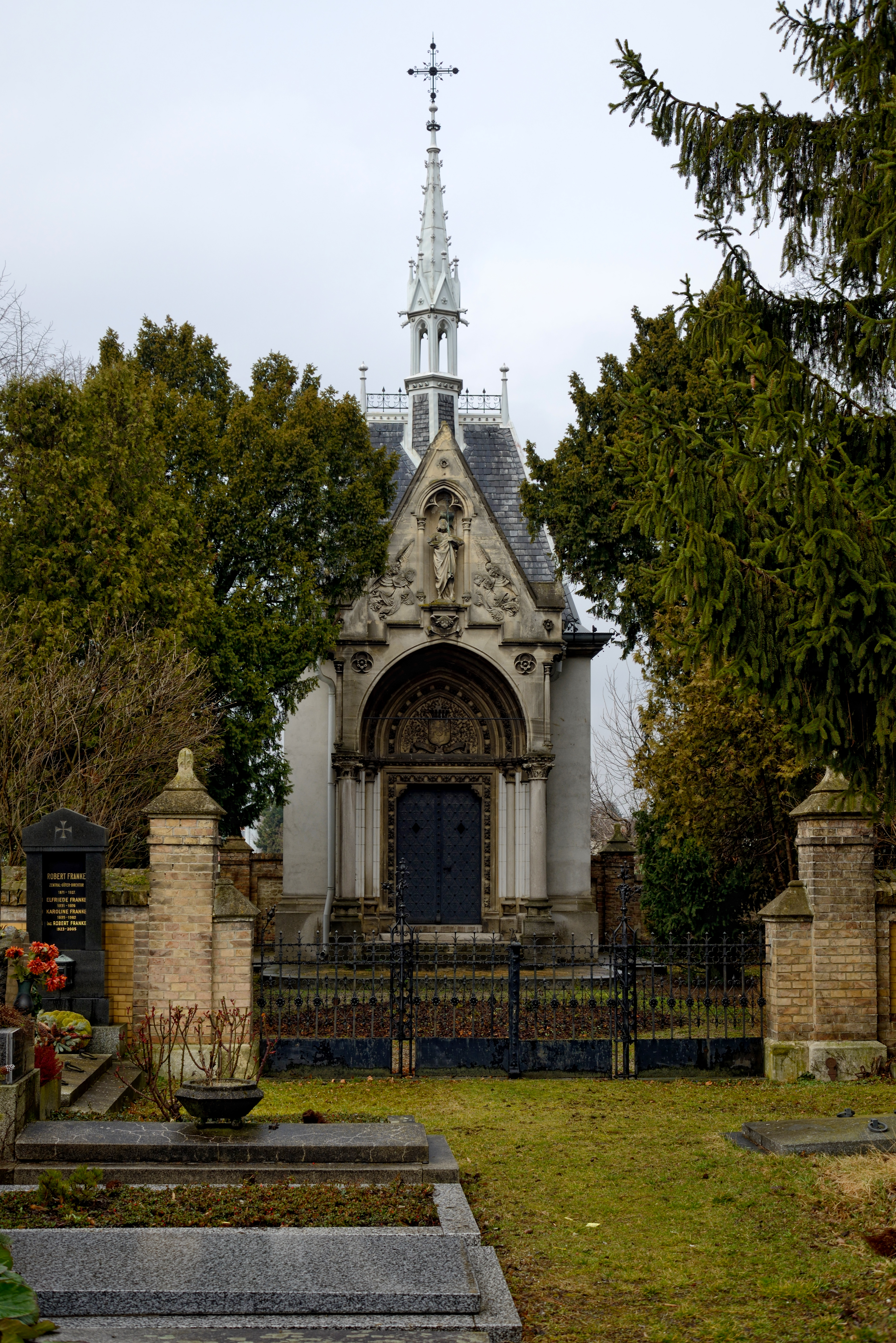
Drasche-Mausoleum

Der Friedhof liegt im Bezirksteil Inzersdorf. Er erstreckt sich über eine Fläche von 95.056 m2 und weist 11.426 Grabstellen auf. Der Inzersdorfer Friedhof ist damit der größte Friedhof im Gebiet des Gemeindebezirks.

## Geschichte
Der ursprüngliche Friedhof bei der Pfarrkirche Inzersdorf musste 1784 im Zuge der josephinischen Reformen aufgelassen werden, woraufhin der heutige Friedhof angelegt wurde. Die erste von insgesamt neun Erweiterungen des Friedhofs erfolgte 1863, die letzte 1979. Im Jahr 1887 wurde die Friedhofskapelle erbaut, in der bis zur Errichtung einer eigenen Aufbahrungshalle im Jahr 1928 die Toten aufgebahrt wurden. 1928 wurden auch ein Urnenhain und eine als Spitzbogenarkaden gestaltete Urnenmauer angelegt. Im Zweiten Weltkrieg wurde der Inzersdorfer Friedhof beschädigt und die Schäden bis 1949 behoben. 1973/1974 wurde die Aufbahrungshalle nach Plänen des Architekten Erich Boltenstern umgestaltet. Der dabei aufgestellte Flügelaltar stammt vom Maler Hans Robert Pippal.
Am Inzersdorfer Friedhof befindet sich das 1892 nach Plänen von Alexander Wielemans von Monteforte für den Großindustriellen Richard von Drasche-Wartinberg erbaute, separat eingefriedete Drasche-Mausoleum.

## Grabstätten bedeutender Persönlichkeiten

### Ehrenhalber gewidmetes Grab
| Name            | Lebensdaten | Tätigkeit                 | Lage                       | Bild |
| --------------- | ----------- | ------------------------- | -------------------------- | ---- |
| Adolf Pirnitzer | 1848–1897   | Gemeinderat und Wohltäter | Gruppe 1 Reihe 12 Nummer 8 |      |

### Gräber weiterer Persönlichkeiten
Weitere bedeutende Persönlichkeiten, die am Inzersdorfer Friedhof begraben sind:
| Name               | Lebensdaten | Tätigkeit                         | Lage                         | Bild        |
| ------------------ | ----------- | --------------------------------- | ---------------------------- | ----------- |
| Alfred Bachmann    | 1926–2003   | Paläontologe                      | Gruppe 6 Reihe 3 Nummer 37   | aufgelassen |
| Karl Beck          | 1888–1972   | Fußballspieler                    | Gruppe 2 Reihe 59 Nummer 11  |             |
| Ernst Beranek      | 1934–2024   | Designer                          | Gruppe 4A Reihe 4 Nummer 6   |             |
| Richard Brousek    | 1931–2015   | Fußballnationalspieler            | Gruppe 3 Reihe 65 Nummer 7   |             |
| Herbert Exenberger | 1943–2009   | Bibliothekar und Sachbuchautor    | Gruppe 4D Reihe 5 Nummer 9   |             |
| Hermine Fiala      | 1930–1979   | Abgeordnete im Wiener Gemeinderat | Gruppe 20 Reihe 25 Nummer 14 |             |
| Robert Geher       | 1963–1994   | Soziologe                         | Gruppe 16 Reihe 8 Nummer 6   |             |
| Josef Gnapp        | 1917–1999   | Musiker – Duo Pirron & Knapp      | Gruppe W5 Nummer 21          |             |
| Friedrich Hollaus  | 1929–1994   | Fußballspieler                    | Gruppe 3 Reihe 30 Nummer 1   |             |
| Rosemarie Isopp    | 1927–2019   | Radiomoderatorin                  | Gruppe 19 Reihe 3 Nummer 35  |             |
| Heinrich Lebensaft | 1905–1991   | Fußballtorhüter                   | Gruppe 5A Reihe L Nummer 6   |             |
| Helene Legradi     | 1903–1990   | Widerstandskämpferin              | Gruppe D Nummer 194z         | aufgelassen |
| Karl Lindner       | 1921–1998   | Fußballspieler                    | Gruppe 5C Reihe 15 Nummer 2  |             |
| Johann Mock        | 1906–1982   | Fußballspieler                    | Gruppe 2 Reihe 8 Nummer 5    |             |
| Walter Pötscher    | 1928–2004   | Klassischer Philologe             | Gruppe 19 Reihe 10 Nummer 15 |             |
| Karl Reiss         | 1925–1954   | Bergsteiger                       | Gruppe 5E Reihe 15 Nummer 1  |             |
| Julius Scheybal    | 1930–2000   | Jazz-Gitarrist                    | Gruppe 1 Reihe 37 Nummer 11  |             |
| Karl Schütz        | 1936–2020   | Musikpädagoge                     | Gruppe 12 Reihe 3 Nummer 30  |             |